# Walworth County (South Dakota)

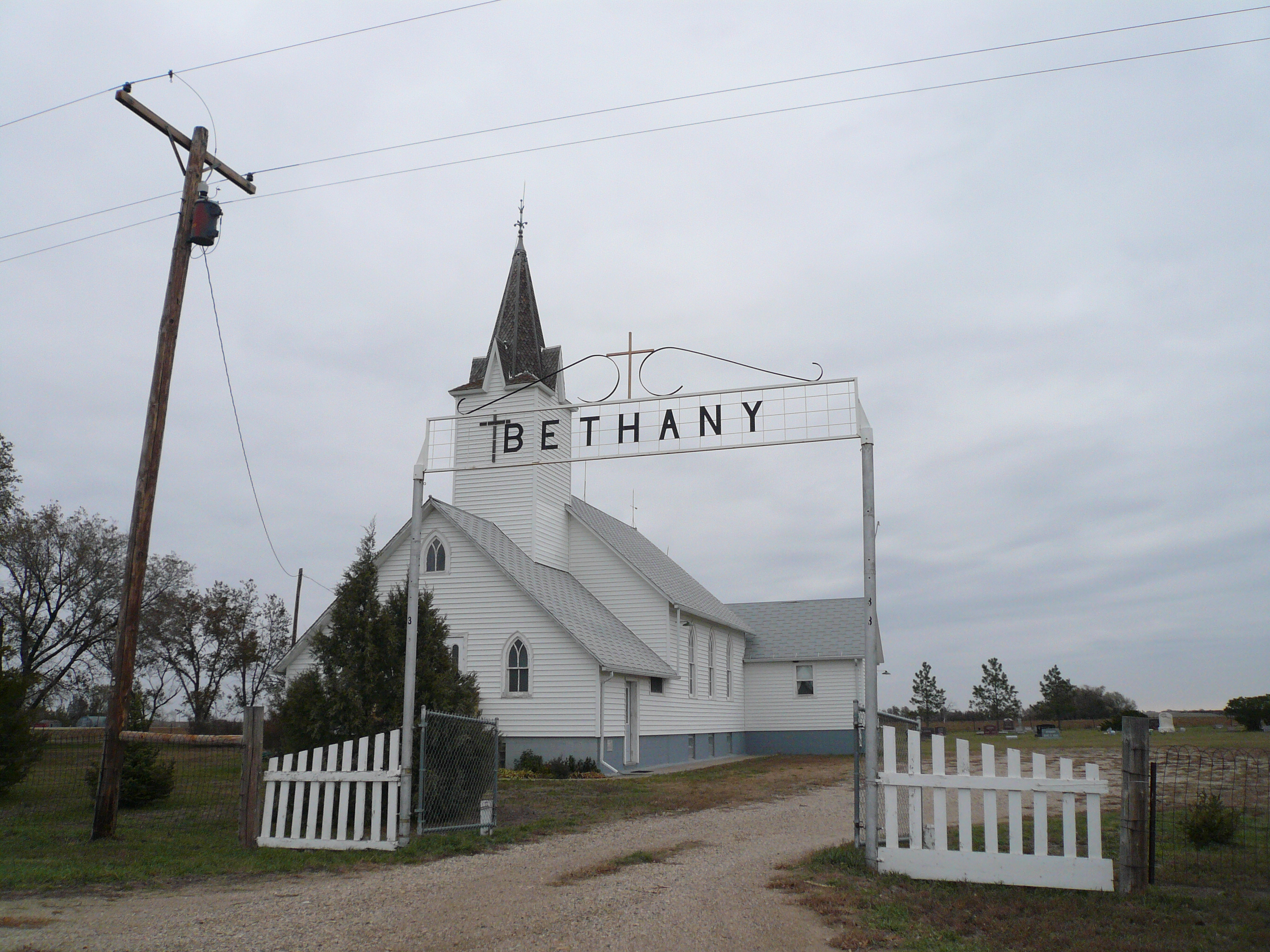
Bethany Lutheran Church in Selby

Walworth County ist ein County im Bundesstaat South Dakota der Vereinigten Staaten. Das U.S. Census Bureau hat bei der Volkszählung 2020 eine Einwohnerzahl von 5315 ermittelt. Der Sitz der Countyverwaltung (County Seat) ist in Selby.

## Geographie
Das County hat eine Fläche von 1928 Quadratkilometern; davon sind 94 Quadratkilometer (4,98 Prozent) Wasserflächen. Das County ist ein zwei unorganisierte Gebiete eingeteilt: East Walworth und West Walworth.

## Geschichte
Das County wurde am 8. Januar 1873 gegründet und wahrscheinlich nach Walworth County, Wisconsin benannt, der Heimat der ersten Siedler in der Gegend.

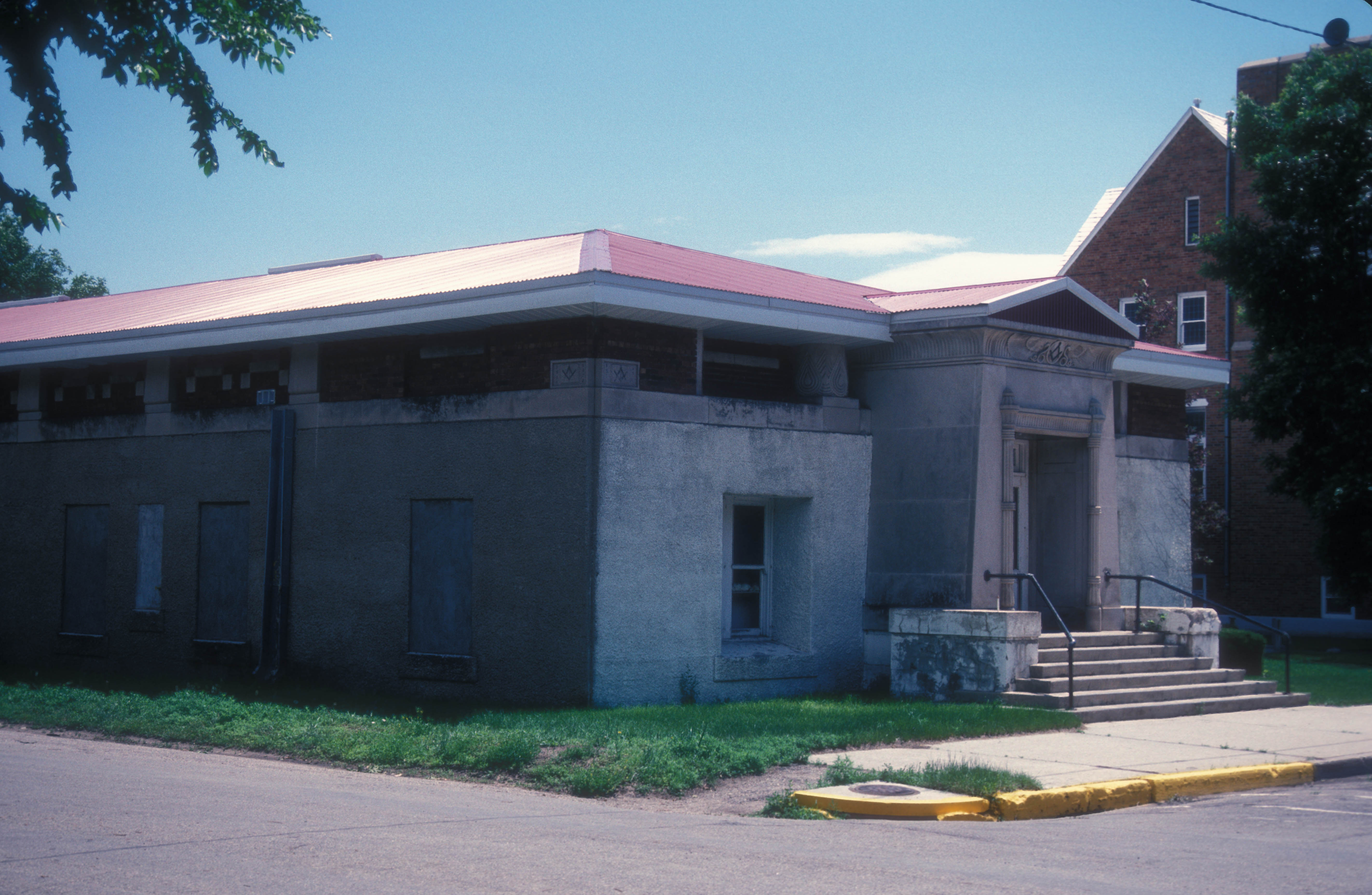
Der Mobridge Masonic Temple ist einer von 13 Einträgen des Countys im NRHP.

13 Bauwerke und Stätten des Countys sind im National Register of Historic Places (NRHP) eingetragen (Stand 6. August 2018).

## Städte und Gemeinden
Städte (Citys)
- Mobridge
- Selby

Gemeinden (Towns):
- Akaska
- Glenham
- Java
- Lowry